# لوبنگا
لوبنگا (به لاتین: Lubenia) یک روستا در لهستان است که در گمینا لوبنگا واقع شده‌است. لوبنگا ۲٬۴۰۰ نفر جمعیت دارد و ۳۰۰ متر بالاتر از سطح دریا واقع شده‌است.